# AMT Hardballer
Die AMT Hardballer ist ein Nachbau der Colt M1911, obwohl die Einzelteile nicht mit anderen Bauteilen der 1911er kompatibel sind.
Diese Waffe wird seit 1977 von der Firma Arcadia Machine and Tool, Abkürzung AMT, ursprünglich als Sportwaffe produziert. Diese Pistole war die erste Abwandlung der 1911er Reihe, die komplett aus rostfreiem Edelstahl gefertigt wurde. Besondere Merkmale sind das verstellbare Hintervisier und der verbesserte Griffschutz. An der Pistole können außerdem viele Veränderungen vorgenommen werden, so z. B. das Aufschrauben eines Schalldämpfers oder größere Magazine. Das ist vor allem für Sportveranstaltungen von Vorteil.
Den Beinamen „Hardballer“ erhielt die Waffe durch den Umstand, dass anfangs nur Patronen mit Vollmantelgeschossen (engl. ugs. Hardballs) zuverlässig zugeführt werden konnten. Dieses Problem wurde mit verschiedenen Modifikationen des Ladesystems behoben.

## Modellvarianten

### AMT Combat Government
Die ursprüngliche Hardballer war zwar als Sportmodell konzipiert aber im Jahr 1978 kam eine Polizeiversion mit dem Namen Combat Government auf den Markt. In dieser Baureihe waren die Visiere fixiert. Seit 1985 heißt das Modell nur noch „Government“, das „Combat“ (dt.= Kampf) wurde weggelassen.

### AMT Hardballer Longslide
Eine Version der Waffe mit einem verlängerten 178-mm-Lauf wurde unter dem Namen AMT Hardballer Longslide im Jahr 1980 eingeführt. Die Version hatte dieselben Eigenschaften wie die normale Hardballer, man hatte lediglich den Lauf und den Schlitten um 51 mm verlängert.

### AMT Skipper
Ebenfalls 1980 wurde eine kompaktere Waffe mit dem Namen Skipper auf den Markt gebracht. Das Hauptmerkmal war ein nur 102-mm-Lauf (4 Zoll). Dieses Modell verschwand jedoch 1984 vom Markt.

### AMT Commando
Im Jahr 2000 erschienen, ist diese Waffe ebenfalls ein kompaktes Modell. Die Waffe hat die Ausmaße der Skipper und den Rahmen des Government-Modells. Die Commando ist für Kaliber .40 ausgelegt und hat außerdem ein 8-schüssiges Magazin. Das Besondere hier ist der sogenannte Grauguss.

### AMT Accelerator
Ebenfalls mit einem Grauguss-Schlitten, ist diese Waffe auf das stärkere .400-Corbon-Kaliber ausgelegt. 

### AMT Javelina
Ein Modell, welches für 10-mm-Auto-Munition ausgelegt ist, mit 8-schüssigem Magazin.

## Merkmale
- Äußeres Aussehen: Rostfreier Stahl.
- Griffschale: Rutschfeste Gummihülle.
- Besonderes: Gezacktes Hinterteil des Schlittens. Verlängerter Griffschutz, Ladeanzeiger, Abzug mit regulierbarer Sicherung, verlängerter Griffschutz bei den vernickelten Modellen und schräge Magazine.